# МАЗ-5550
МАЗ-5550 — белорусский крупнотоннажный грузовой автомобиль, выпускающийся на Минском автомобильном заводе с 2006 года.

## Информация
В отличие от предшественника МАЗ-5551, кузов автомобиля цельнометаллический, обновлённая кабина и увеличенный объём кузова. Автомобиль комплектуется новыми дизельными двигателями Deutz TCD 2013 LO4 4V P4 мощностью 215 л. с. (Евро-4) MAN D0834LFL65 мощностью 220 л. с., ЯМЗ-5361 мощностью 270 л. с., ЯМЗ-5363 мощностью 240 л. с., или ЯМЗ-536.10 мощностью 320 л. с., а также новой 6-ти ступенчатой трансмиссией ZF 6S-850. 
Автомобиль выпускается не только как самосвал, но и как контейнеровоз. Существует также электромобиль на базе МАЗ-5550.

## Модификации
- МАЗ-555035
- МАЗ-5550V3